# Hypomia mexicana
Hypomia mexicana är en skalbaggsart som beskrevs av Thomson 1868. Hypomia mexicana ingår i släktet Hypomia och familjen långhorningar. Inga underarter finns listade i Catalogue of Life.